# Daniel Laumans
Daniel Laumans (* August 1972 in Bracht bei Brüggen, Kreis Viersen) ist ein deutscher Pianist, Komponist und Musikforscher mit dem Schwerpunkt Tasteninstrumente.

## Leben
Laumans erhielt ersten Musikunterricht im Alter von drei von der Pianistin Paula Winkelhog. Mit acht Jahren wechselte er zu Bernhard Herrmann und begann eigene Kompositionen. Zwischen 1983 und 1988 absolvierte er das Juniorstudium an der Rheinischen Musikschule Köln. In diese Zeit fiel auch sein Debütkonzert mit der Komposition einer Theatermusik zu „Le Petit Prince“. Ab 1988 lebte Daniel Laumans vier Jahre auf Jamaika. Am „Wareika Hills Department“ der University of the West Indies studierte er Improvisierte Musik und beschäftigte sich neben Jazz auch mit afrikanischer Musiktradition und theologischen Aspekten des Rastafari. 
Zwischen 2000 und 2003 ging er zum Studium nach Polen an die Jagiellonen-Universität. Als letzter Schüler von Tadeusz Machl (1922–2003) belegte Laumans die Fächer Komposition und Instrumentation. Sein Interesse an Barockmusik und Instrumentaltechnik führte zur ergänzenden Ausbildung im Fach „Historische Tasteninstrumente“ bei Krzysztof Latala an der Musikakademie Krakau. Während der Aufzeichnung seines Abschlusskonzerts für das polnische Fernsehen (TVP2) wich Laumans 2003 vom geplanten Programm ab und improvisierte.
Bereits 1990, während seines Aufenthalts in der Karibik, wurde Laumans Interesse an vergessenen Kompositionen für Clavier geweckt. Zumeist handelt es sich um Werke europäischer Einwanderer und Missionare für Clavichord, Cembalo, Orgel und Hammerklavier. Aufgrund der Entfernung zum überseeischen Herkunftsland sowie eines international wenig vernetzten Verlagswesens mit teurem Notenstich waren Musiker darauf angewiesen, Musik für Messen, den Unterricht und die Hausmusik auch selbst zu komponieren und diese handschriftlich zu fixieren. Eingeflossen in ihre Kompositionen sind oftmals Elemente aus der Volksmusik der verschiedenen Einwanderer sowie Rhythmen und Melodien der aus Afrika in die Neue Welt verschleppten Bevölkerung, der Sklaven. Seit dem 19. Jahrhundert sind viele dieser Werke kaum aufgeführt worden, zum Teil gingen sie verloren. Laumans stöberte solche Noten in Kirchenarchiven, auf Dachböden, in Kellern alter privater Villen und Stiftungen auf und brachte sie zwischen 1993 und 1999 und zusammen mit eigenen Kompositionen zur Aufführung.
Ab 2004 erteilte Laumans Unterricht an Klavier, Cembalo und Orgel in Koblenz. Die intensive Beschäftigung mit Musik für alte Tasteninstrumente vollzog der Pianist auch in seiner Berufsbezeichnung und nennt sich Clavierist. Mit seinen Auftritten finanzierte er weitere Recherchen und Forschungsreisen nach Jamaika, durch Portugal, Polen und Spanien. Die Aufenthalte verbindet Laumans mit Konzerten vor Fachpublikum. Für Auftritte bevorzugt Laumans die Vortragsform des Recitals und eröffnet Konzerte mit der Barockmusik von Johann Sebastian Bach. Auf dieser Basis gelangen im Anschluss einst verschollene Kompositionen und seltene Stücke sowie eigene Werke zur Aufführung. Eingewoben in das Programm sind selbst vorgetragene Anekdoten und Geschichten zu den Komponisten und den Umständen der Entstehung und Wiederentdeckung ihrer Werke. So bekam er z. B. über die Statens Musikbibliotek aus einem schwedischen Nachlass einen alten Schuhkarton geschickt; enthalten darin waren Clavierstücke von Johann Friedrich Hugo von Dalberg.
Aufsehen in Fachkreisen erlangte Laumans Entdeckung einer Komposition von Domenico Scarlatti. Unbeachtet lag sie bis 2006 unter den Claviermanuskripten von Avila. Gaspar Smit (1767–1819), ein Komponist aus Spanien, hatte die Sammlung für eine Schülerin angelegt. Bei Laumans tieferer Recherche stellt sich heraus, dass die Sammlung zudem eine unbekannte D-Dur-Sonate vom „Hexenmeister des barocken Cembalo“ enthält: „Sonata / Don Domenico Escarlati / punto alto“.
Im Rahmen des „Festival Internacional de Musica para Tecla Espanola“ (FIMTE) in Andalusien, 2007 unter der Schirmherrschaft von Gerhard Doderer, brachte Laumans die restituierte Scarlatti-Sonate zusammen mit anderen apokryphen Werken, u. a. von Padre Antonio Soler am Cembalo zur Aufführung. Im Anschluss folgte Laumans Weltersteinspielung von acht Sonaten von Gaspar Smit für die CD „Claviermanuskripte aus Avila, Teil 1“.
Mit dem Projekt „Bach, Mosel & Mehr“ unternahm Laumans 2008 eine musikalische Reise durch die „Kurtrierer Epoche“ bis 1794. In dieser Konzertreihe entlang der Mosel mit Stationen in Koblenz (Görressaal, Rheinische Philharmonie), in Cochem (Kapuziner Kloster) und im Erzbischöflichen Palais, Trier stellte Laumans seine, zum ersten Mal überhaupt vorgenommene, Transkription des Konzerts Der Winter aus Die vier Jahreszeiten von Antonio Vivaldi für Klavier vor. 
Anfang 2009 suchte er in Indien nach unentdeckten und unveröffentlichten Kompositionen. Er fand und analysierte alte Drucke und Manuskripte, die hindustanische Volksweisen aus Kalkutta und Lakhnau in Bearbeitung für Cembalo enthalten. Unterstützung erhielt Laumans vom Chefdirigenten des Indischen Philharmonischen Orchesters Zane Dalal und dem National Centre for Performing Arts in Mumbai.
Kurz nach seiner Rückkehr fand im Alten Rathaus von Potsdam das Konzert  „Bach plus X“ mit der Uraufführung von vier „Karnatic Valses“ statt, die Laumans auf der Basis der traditionellen Musik Südindiens komponierte, sowie Sonaten von Gaspar Smit und Johann Friedrich Hugo von Dalberg, Improvisationen und Charakterstücke von Franz Schubert, Louis Moreau Gottschalk und Laumans Klavierfassung aus Die vier Jahreszeiten. Die Konzertaufzeichnung „Bach plus X“ (DVD, Regie Michael F. Huse) enthält zudem ein Gespräch zwischen Kamal Roy und Daniel Laumans über seine Notenrecherchen.

## Clavierverein
2007 gründete Laumans den internationalen „Clavierverein“. Zusammen mit dem spanischen Herausgeber Martin Voortman und dem britischen Organisten John Collins verfolgt er das Ziel der Sammlung, Aufführung und Aufnahme seltener Musik für Tasteninstrumente.
Im Zentrum steht die Clavierliteratur der Barockzeit für Clavichord, Das „Instrument der Mitternacht“ war während des Sturm und Drang vor allem in Deutschland, Russland, Spanien und Portugal ein beliebtes Hausinstrument. Da seine sinnlich leise Resonanz für das große Publikum allerdings ungeeignet ist, sie nur bis zu 30 Zuhörer erreicht, konnte sich das Instrument im konzertanten Betrieb nicht durchsetzen.